# Reinhard Genzel
Reinhard Genzel (ur. 24 marca 1952 w Bad Homburg vor der Höhe) – niemiecki astrofizyk, laureat Nagrody Nobla w dziedzinie fizyki za 2020 rok, za obserwacje supermasywnej czarnej dziury w centrum Drogi Mlecznej.

## Praca naukowa
Od lat 90. XX wieku Reinhard Genzel i Andrea Ghez, wraz z zespołami badawczymi, opracowali i udoskonalili techniki badania ruchu gwiazd. Obserwacje gwiazd w obszarze wokół Sagittariusa A*, znajdującego się w centrum naszej galaktyki, Drogi Mlecznej, ujawniły istnienie supermasywnej czarnej dziury. 

## Życiorys
Studiował fizykę na Uniwersytecie Albrechta i Ludwika we Fryburgu i na Uniwersytecie Fryderyka Wilhelma w Bonn, gdzie ostatecznie uzyskał stopień doktora w 1978 roku. W tym samym roku obronił pracę doktorską z radioastronomii w Instytucie Radioastronomii im. Maxa Plancka. Pracował w Harvard-Smithsonian Center for Astrophysics w Cambridge (Massachusetts). W 1986 Reinhard Genzel został dyrektorem w Max-Planck-Institut für extraterrestrische Physik w Garching. Został też profesorem na Wydziale Fizyki Uniwersytetu Kalifornijskiego w Berkeley.

## Nagrody
W 2013 otrzymał Pour le Mérite za Naukę i Sztukę. W 2014 roku otrzymał Medal Herschela od Królewskiego Towarzystwa Astronomicznego w Wielkiej Brytanii (ang. Royal Astronomical Society). Laureat Nagrody Nobla w dziedzinie fizyki za rok 2020, za prace dotyczące czarnych dziur. Otrzymał połowę nagrody do podziału razem z Andreą Ghez, drugą połowę przyznano Rogerowi Penrose’owi.